# Oligothérapie
L'oligothérapie est une pratique de médecine alternative, élaborée par le médecin Jacques Ménétrier, consistant en des complémentations alimentaires en oligo-éléments, et s'appuyant sur des notions telles que la « nature » ou le « terrain » du patient à traiter.